# なつこ
なつこ（7月1日 - ）は、日本の歌手、タレントである。本名、服部 奈都子（はっとり なつこ）。
北海道小樽市出身。既婚。東京都と群馬県みなかみ町を拠点に活動している。
2021年 なつこチャンネル - YouTubeチャンネルを開設。
2021年 音声配信サービス"Voicy"のパーソナリティとして、「あなたのなつこ」の配信開始。

## 略歴
- 小樽双葉女子学園高校在学時の1997年頃より、札幌のモデル事務所に所属しながら、タレント養成所で歌のレッスンを受ける。
- TBS『全国高校カラオケ大争奪バトル』 審査員特別賞を受賞。
- 函館競輪テーマソング 準グランプリ。
- 第21回長崎歌謡祭 優秀賞。
- 2000年10月、ドラマ『編集王』で大竹しのぶのアシスタント役で、歌手ではなく女優としてデビュー（「服部奈都子」名義）。
- 2001年9月、ブロードウェイミュージカル『FootLoose』において、日本版初代ウェンディ・ジョー役で初舞台（「服部奈都子」名義）。
- 2005年、寺山修司生誕70年の企画にて『時には母のない子のように』『戦争は知らない』をカバーしCD発売。
- 2009年より、作曲・編曲家若草恵から歌唱指導を受ける。
- 2009年10月7日、町村合併5周年を記念した町のイメージソング『ふる里「みなかみ」』で徳間ジャパンコミュニケーションズより全国デビュー。
- 2010年5月、群馬県みなかみ町の親善大使に任命される。
- 2012年6月、日本クラウンに移籍。
- 2012年9月5日、日本クラウンより『氷の焔（ほのお）』をリリース。カップリング曲『星のふるまち』は、なつこ自身が作詞。
- 2012年10月〜、レギュラー番組『なつこのミュージックフォトブック』（京都放送、新潟放送他）のパーソナリティーに起用。
- 2013年5月、リーディングドラマ『鴎外の恋人-舞姫』にエリス役で出演。
- 2014年2月、『恋文 〜星野哲郎物語』に出演。
- 2014年3月5日、日本クラウンより 2nd SINGLE『シリアスにロマンスを』をリリース。カップリング曲『小樽 雪あかり』はなつこの作詞。
- 2015年4月29日、日本クラウンより 3rd SINGLE『失楽園』をリリース。カップリング曲『夢貯金』。
- 2021年、徳間ジャパンに移籍。
- 2021年11月24日、徳間ジャパンより 4th SINGLE『ガラスの蝶』をリリース。カップリング曲『あなたのかもめ』はなつこの作詞。

## ディスコグラフィ

### シングル
- 1：ROVING SPIRITS、2・6：徳間ジャパン、3〜5：日本クラウン。

| # | 発売日          | 曲順 | タイトル                 | 作詞         | 作曲       | 編曲     | 規格品番   |
| - | --------------- | ---- | ------------------------ | ------------ | ---------- | -------- | ---------- |
| 1 | 2005年 6月22日  | 01   | 時には母のない子のように | 寺山修司     | 田中未知   | 安部潤   | RKCP-5200  |
| 1 | 2005年 6月22日  | 02   | 戦争は知らない           | 寺山修司     | 加藤ヒロシ | 安部潤   | RKCP-5200  |
| 2 | 2009年 10月7日  | 01   | ふる里「みなかみ」       | 小野塚かつ江 | 若草恵     | 若草恵   | TKCA-90352 |
| 2 | 2009年 10月7日  | 02   | 心の旅                   | 吉田有里     | 若草恵     | 若草恵   | TKCA-90352 |
| 3 | 2012年 9月5日   | 01   | 氷の焔                   | さくらちさと | 若草恵     | 南郷達也 | CRCN-1642  |
| 3 | 2012年 9月5日   | 02   | 星のふるまち             | 服部奈都子   | 若草恵     | 南郷達也 | CRCN-1642  |
| 4 | 2014年 3月5日   | 01   | シリアスにロマンスを     | さくらちさと | 若草恵     | 若草恵   | CRCN-1775  |
| 4 | 2014年 3月5日   | 02   | 小樽 雪あかり            | 服部奈都子   | 若草恵     | 若草恵   | CRCN-1775  |
| 5 | 2015年 4月29日  | 01   | 失楽園                   | 湯川れい子   | 若草恵     | 若草恵   | CRCN-1870  |
| 5 | 2015年 4月29日  | 02   | 夢貯金                   | 湯川れい子   | 若草恵     | 若草恵   | CRCN-1870  |
| 6 | 2021年 11月24日 | 01   | ガラスの蝶               | さくらちさと | 若草恵     | 若草恵   | TKCA-91386 |
| 6 | 2021年 11月24日 | 02   | あなたのかもめ           | 服部奈都子   | 若草恵     | 若草恵   | TKCA-91386 |

## 出演

### テレビ
- カラオケチャンネル（2010年8月20日、群馬テレビ）
- ワケありバンジー（2010年 - 2011年、北海道放送、テレビ埼玉、他）
- 小桜舞子と千花有黄の微笑み歌謡曲（2012年9月8日、テレビ埼玉）
- ここ一番歌謡曲（2012年10月、テレビ埼玉、群馬テレビ）
- 浩子とタカシのカラなび歌謡曲！（2012年10月、テレビ埼玉、群馬テレビ、とちぎテレビ）
- 微笑み歌謡曲（2013年8月〜　テレビ埼玉-土曜日11:00〜11:30、群馬テレビ-木曜日9:00〜9:30 金曜日12:30〜13:00（再））
- NHK歌謡コンサート（2015年6月30日、NHK）

### ラジオ
- 鈴木純子の遊々ミュージック（2012年9月1日、文化放送）
- きらめき歌謡ライブ（2012年9月5日、NHKラジオ第1放送）
- なつこのミュージックフォトブック（2012年10月〜2016年3月、京都放送、新潟放送、山形放送、山陽放送、茨城放送、2013年4月〜秋田放送、FMおたる）

### 舞台
- FootLoose -みんなヒーロー-（2001年）ウェンディ・ジョー 役
- リーディングドラマ　鴎外の恋人-舞姫 (2013年5月) エリス 役
- 恋文〜星野哲郎物語 (2014年2月)

### CM・広告
- ECO技術総合研究所、無添加・自然派シャンプー TIER